# L'isola misteriosa (film 1929)
L'isola misteriosa (The Mysterious Island) è un film del 1929, diretto da Benjamin Christensen, Lucien Hubbard e Maurice Tourneur.
La storia del conte Dakkar e delle sue avventure sottomarine è un prequel di Ventimila leghe sotto i mari tranne che per il fatto che il protagonista muore alla fine del film.

## Trama
Il conte Dakkar ha costruito una società utopica su di un'isola di cui non si conosceva l'esistenza. Ma il suo nemico, il Barone Falon, li scopre e invade l'isola. Il conte Dakkar prende la fuga a bordo di un sottomarino da lui costruito insieme ad alcuni suoi compagni. In fondo all'oceano, gli avventurieri non solo troveranno creature e piante di ogni specie, sconosciute e fantastiche, ma dovranno anche difendersi da loro.

## Produzione
Il film fu prodotto dalla MGM con un budget di 1.300.000 dollari in versione muta, poi sonorizzata con il Western Electric System. Era stato pensato come il primo lungometraggio della Metro a colori, girato con il sistema Technicolor 2 strip.
La produzione della pellicola, iniziata nel 1926, si interruppe diverse volte prima che si potesse completare il film. Sorsero numerosi problemi, tra cui l'avvento del sonoro che prima rallentò la lavorazione per poi arrivare addirittura a bloccarla. Il film, infatti, venne distribuito appena tre anni dopo il primo ciak. Le scene girata da Maurice Tourneur e da Benjamin Christensen nel 1927 furono incorporate nella versione finale del 1929.
La protagonista femminile era l'attrice Jacqueline Gadsden che in questo film venne accreditata come Jane Daly.

## Distribuzione
Il film fa parte del catalogo della Turner Library in una versione di 93 minuti.

### Date di uscita
- USA: 5 ottobre 1929
- Finlandia:	25 dicembre 1930

### Titoli
- The Mysterious Island - USA (titolo originale)
- I mystiriodis nisos- Grecia
- L'île mystérieus - Francia
- L'isola misteriosa - Italia
- La isla misteriosa - Venezuela

## Critica
(Richard Koszarski, Maurice Tourneur, the first of the visual stylist in "Film Comment" vol.9, n.2, marzo-aprile 1973)